# El Rosario (Nariño)
Pour les articles homonymes, voir El Rosario.
El Rosario est une municipalité située dans le département de Nariño en Colombie.